# Drew Hutchison
Andrew Hutchison (né le 22 août 1990 à Lakeland, Floride, États-Unis) est un lanceur droitier des Blue Jays de Toronto de la Ligue majeure de baseball.

## Carrière
Drew Hutchison est un choix du quinzième tour des Blue Jays de Toronto en 2009.
Il fait ses débuts dans le baseball majeur comme lanceur partant des Blue Jays le 21 avril 2012. Malgré 5 points accordés, il remporte sa première victoire lorsque Toronto l'emporte 9-5 sur Kansas City. Sa saison 2012 prend fin abruptement le 15 juin lorsque, souffrant de douleurs au coude, il est retiré d'un match après seulement 9 lancers. En août, il subit une opération de type Tommy John et est l'un de plusieurs lanceurs des Blue Jays, avec Darren McGowan, Luis Pérez et Kyle Drabek, à se soumettre à cette délicate procédure. En 2012, sa fiche est de 5 victoires, 3 défaites avec une moyenne de points mérités de 4,60 en 58 manches et deux tiers lancées en 11 départs.
Hutchison revient au jeu en 2013 mais uniquement dans les ligues mineures, où il dispute 16 rencontres. Il réintègre l'effectif régulier des Blue Jays en 2014, demeure en santé toute l'année et remet une moyenne de points mérités de 4,48 en 32 départs et 184 manches et deux tiers au monticule. Le 16 mai 2014, il réussit son premier match complet et premier blanchissage en carrière dans une victoire de 2-0 au Texas sur les Rangers. Il termine cette année-là 8e de la Ligue américaine pour les retraits sur des prises (184) et la moyenne de retraits sur des prises par 9 manches lancées (8,9).